# PRG2
PRG2 (англ. Proteoglycan 2, pro eosinophil major basic protein) – білок, який кодується однойменним геном, розташованим у людей на короткому плечі 11-ї хромосоми. Довжина поліпептидного ланцюга білка становить 222 амінокислот, а молекулярна маса — 25 206.
| 10         |  | 20         |  | 30         |  | 40         |  | 50         |
| ---------- |  | ---------- |  | ---------- |  | ---------- |  | ---------- |
| MKLPLLLALL |  | FGAVSALHLR |  | SETSTFETPL |  | GAKTLPEDEE |  | TPEQEMEETP |
| CRELEEEEEW |  | GSGSEDASKK |  | DGAVESISVP |  | DMVDKNLTCP |  | EEEDTVKVVG |
| IPGCQTCRYL |  | LVRSLQTFSQ |  | AWFTCRRCYR |  | GNLVSIHNFN |  | INYRIQCSVS |
| ALNQGQVWIG |  | GRITGSGRCR |  | RFQWVDGSRW |  | NFAYWAAHQP |  | WSRGGHCVAL |
| CTRGGHWRRA |  | HCLRRLPFIC |  | SY         |  |            |  |            |

A: Аланін

C: Цистеїн

D: Аспарагінова кислота

E: Глутамінова кислота

F: Фенілаланін

G: Гліцин

H: Гістидин

I: Ізолейцин

K: Лізин

L: Лейцин

M: Метіонін

N: Аспарагін

P: Пролін

Q: Глутамін

R: Аргінін

S: Серин

T: Треонін

V: Валін

W: Триптофан

Кодований геном білок за функціями належить до антибіотиків, антимікробних білків. 
Задіяний у таких біологічних процесах, як імунітет, альтернативний сплайсинг. 
Білок має сайт для зв'язування з молекулою гепарину, лектинами. 
Локалізований у цитоплазматичних везикулах.
Також секретований назовні.